# Europees kampioenschap beachkorfbal 2017
Het Europees kampioenschap beachkorfbal 2017 (IKF Open European Championship Beach Korfball 2017) vond plaats van 19 augustus tot en met 20 augustus 2017 in Nederland. Het was de eerste editie van het door de IKF georganiseerde Europees kampioenschap beachkorfbal en het was een open toernooi, dit betekent dat er ook landen buiten Europa mee mogen doen. Alle wedstrijden van het toernooi werden in Scheveningen gespeeld.

## Gekwalificeerde landen
- Portugal
- Nederland 2 teams: Nederland-1 en Nederland-2
- Polen
- Hongarije
- België 2 teams: België-1 en België-2
- Tsjechië 2 teams: Tsjechië-1 en Tsjechië-2
- Duitsland
- Servië
- Wales
- Frankrijk
- Chinees Taipei
- Suriname
- World Team

## Groepsfase
- De nummers 1 en 2 van de groepen gaan naar de kwartfinales om plek 1 t/m 8.
- De nummers 3 en 4 van de groepen gaan naar de kwartfinales om plek 9 t/m 16.

### Groep A
| Land        | Wed | Win | Gel | Ver | DV | DT | +/− | Pnt |
| ----------- | --- | --- | --- | --- | -- | -- | --- | --- |
| Nederland-1 | 3   | 2   | 1   | 0   | 27 | 16 | +9  | 5   |
| Suriname    | 3   | 0   | 2   | 1   | 13 | 16 | -3  | 4   |
| Servië      | 3   | 0   | 1   | 2   | 15 | 25 | -10 | 3   |
| World Team* | 3   | 2   | 0   | 1   | 20 | 14 | +6  | 0   |

- World Team kan geen punten halen.

| Datum       | Lokale tijd | Land        | Score | Land        |
| ----------- | ----------- | ----------- | ----- | ----------- |
| 19 augustus | 13:00u      | World Team  | 5–9   | Nederland-1 |
| 19 augustus | 13:00u      | Suriname    | 4–4   | Servië      |
| 19 augustus | 14:00u      | World Team  | 6–3   | Suriname    |
| 19 augustus | 14:00u      | Nederland-1 | 12–5  | Servië      |
| 19 augustus | 15:00u      | Suriname    | 6–6   | Nederland   |
| 19 augustus | 15:00u      | Servië      | 6–9   | World Team  |

### Groep B
| Land        | Wed | Win | Gel | Ver | DV | DT | +/− | Pnt |
| ----------- | --- | --- | --- | --- | -- | -- | --- | --- |
| Nederland-2 | 3   | 3   | 0   | 0   | 20 | 9  | +11 | 6   |
| Tsjechië-1  | 3   | 2   | 0   | 1   | 21 | 9  | +12 | 4   |
| België-2    | 3   | 1   | 0   | 2   | 14 | 20 | -6  | 2   |
| Frankrijk   | 3   | 0   | 0   | 3   | 8  | 25 | -17 | 0   |

| Datum       | Lokale tijd | Land        | Score | Land        |
| ----------- | ----------- | ----------- | ----- | ----------- |
| 19 augustus | 13:15u      | Nederland-2 | 6–3   | Frankrijk   |
| 19 augustus | 13:15u      | Tsjechië-1  | 8–2   | België-2    |
| 19 augustus | 14:15u      | Tsjechië-1  | 2–4   | Nederland-2 |
| 19 augustus | 14:15u      | België-2    | 8–2   | Frankrijk   |
| 19 augustus | 15:15u      | Frankrijk   | 3–11  | Tsjechië-1  |
| 19 augustus | 15:15u      | Nederland-2 | 10–4  | België-2    |

### Groep C
| Land           | Wed | Win | Gel | Ver | DV | DT | +/− | Pnt |
| -------------- | --- | --- | --- | --- | -- | -- | --- | --- |
| Tsjechië-2     | 3   | 2   | 1   | 0   | 20 | 15 | +5  | 5   |
| Polen          | 3   | 2   | 1   | 0   | 15 | 12 | +3  | 5   |
| Hongarije      | 3   | 1   | 0   | 2   | 10 | 13 | -3  | 2   |
| Chinees Taipei | 3   | 0   | 0   | 3   | 14 | 19 | -5  | 0   |

| Datum       | Lokale tijd | Land            | Score | Land           |
| ----------- | ----------- | --------------- | ----- | -------------- |
| 19 augustus | 13:30u      | Chinees Taipei- | 6–9   | Tsjechië-2     |
| 19 augustus | 13:30u      | Hongarije       | 2–4   | Polen          |
| 19 augustus | 14:30u      | Hongarije       | 3–2   | Chinees Taipei |
| 19 augustus | 14:30u      | Polen           | 4–4   | Tsjechië-2     |
| 19 augustus | 15:30u      | Chinees Taipei  | 6–7   | Polen          |
| 19 augustus | 15:30u      | Tsjechië-2      | 7–5   | Hongarije      |

### Groep D
| Land      | Wed | Win | Gel | Ver | DV | DT | +/− | Pnt |
| --------- | --- | --- | --- | --- | -- | -- | --- | --- |
| Portugal  | 3   | 3   | 0   | 0   | 17 | 12 | +5  | 6   |
| België-1  | 3   | 2   | 0   | 1   | 2  | 8  | +   | 4   |
| Duitsland | 3   | 1   | 0   | 2   | 11 | 19 | -8  | 2   |
| Wales     | 3   | 0   | 0   | 3   | 9  | 23 | -14 | 0   |

| Datum       | Lokale tijd | Land       | Score  | Land      |
| ----------- | ----------- | ---------- | ------ | --------- |
| 19 augustus | 13:45u      | Duitsland- | 2 – 9  | België-1  |
| 19 augustus | 13:45u      | Portugal   | 5 – 3  | Wales     |
| 19 augustus | 14:45u      | Portugal   | 6 – 4  | Duitsland |
| 19 augustus | 14:45u      | Wales      | 2 – 12 | België-1  |
| 19 augustus | 15:45u      | Duitsland  | 5 – 4  | Wales     |
| 19 augustus | 15:45u      | België-1   | 5 – 6  | Portugal  |

## Knock-outfase

### Kwartfinales voor plaats 9 t/m 16
| Datum       | Lokale tijd | Land      | Score  | Land           | Wedstrijdnummer |
| ----------- | ----------- | --------- | ------ | -------------- | --------------- |
| 19 augustus | 16:30u      | Servië    | 7 – 5  | Frankrijk      | 1               |
| 19 augustus | 16:30u      | België-2  | 4 – 13 | World Team     | 2               |
| 19 augustus | 16:45u      | Hongarije | 14 – 4 | Wales          | 3               |
| 19 augustus | 16:45u      | Duitsland | 6 – 5  | Chinees Taipei | 4               |

### Kwartfinales voor plaats 1 t/m 8
| Datum       | Lokale tijd | Land        | Score | Land       | Wedstrijdnummer |
| ----------- | ----------- | ----------- | ----- | ---------- | --------------- |
| 19 augustus | 17:00u      | Nederland-1 | 4 – 6 | Tsjechië-1 | 5               |
| 19 augustus | 17:00u      | Nederland-2 | 7 – 4 | Suriname   | 6               |
| 19 augustus | 17:15u      | Tsjechië-2  | 4 – 8 | België-1   | 7               |
| 19 augustus | 17:15u      | Portugal    | 4 – 3 | Polen      | 8               |

### Halve finales voor plaats 13 t/m 16
| Datum       | Lokale tijd | Land      | Score | Land           | Wedstrijdnummer |
| ----------- | ----------- | --------- | ----- | -------------- | --------------- |
| 20 augustus | 10:40u      | Frankrijk | 1 – 8 | World Team     | 9               |
| 20 augustus | 10:40u      | Wales     | 5 – 9 | Chinees Taipei | 10              |

### Halve finales voor plaats 9 t/m 12
| Datum       | Lokale tijd | Land      | Score  | Land      | Wedstrijdnummer |
| ----------- | ----------- | --------- | ------ | --------- | --------------- |
| 20 augustus | 11:00u      | Servië    | 2 – 5  | België-2  | 11              |
| 20 augustus | 11:00u      | Hongarije | 11 – 6 | Duitsland | 12              |

### Halve finales voor plaats 5 t/m 8
| Datum       | Lokale tijd | Land        | Score   | Land     | Wedstrijdnummer |
| ----------- | ----------- | ----------- | ------- | -------- | --------------- |
| 20 augustus | 11:20u      | Nederland-1 | 5 – 0   | Suriname | 13              |
| 20 augustus | 11:20u      | Tsjechië-2  | 13 – 12 | Polen    | 14              |

### Halve finales voor plaats 1 t/m 4
| Datum       | Lokale tijd | Land       | Score | Land        | Wedstrijdnummer |
| ----------- | ----------- | ---------- | ----- | ----------- | --------------- |
| 20 augustus | 11:40u      | Tsjechië-1 | 6 – 8 | Nederland-2 | 15              |
| 20 augustus | 11:40u      | België-1   | 4 – 6 | Portugal    | 16              |

## Finales
| Datum       | Lokale tijd | Land        | Score  | Land           | Voor plek |
| ----------- | ----------- | ----------- | ------ | -------------- | --------- |
| 20 augustus | 12:40u      | World Team  | 11 – 5 | Wales          | 15 + 16   |
| 20 augustus | 12:40u      | Frankrijk   | 3 – 9  | Chinees Taipei | 13 + 14   |
| 20 augustus | 13:00u      | Servië      | 6 – 7  | Duitsland      | 11 + 12   |
| 20 augustus | 13:00u      | België-2    | 7 – 6  | Hongarije      | 9 + 10    |
| 20 augustus | 13:20u      | Nederland-1 | 0 – 5  | Polen          | 7 + 8     |
| 20 augustus | 13:20u      | Suriname    | 6 – 7  | Tsjechië-2     | 5 + 6     |
| 20 augustus | 14:30u      | Tsjechië-1  | 5 – 10 | België-1       | 3 + 4     |
| 20 augustus | 15:00u      | Nederland-2 | 8 – 4  | Portugal       | 1 + 2     |